# 纯黄杜鹃
纯黄杜鹃（学名：Rhododendron chrysodoron）为杜鹃花科杜鹃花属下的一个种。

## 扩展阅读
- 維基物種上的相關：纯黄杜鹃